# 京都市立稚松小学校
京都市立稚松小学校（きょうとしりつ わかまつしょうがっこう）は、京都府京都市下京区若松町にあった公立小学校。のちに京都市立菊浜小学校と統合され京都市立六条院小学校となったが、2018年12月現在は再度統合され京都市立下京渉成小学校となっている。

## 概要
稚松小学校は、明治2年の開校当初、廃校時の住所地とは異なり、下京区間之町通五条通下ル大津町にあった 。
教科は、句読（国語の朗読）、筆道（書写）、算術（算数）の読み・書き・ソロバン。その後、現在地を購入。高倉通万年寺下ル若松町。

## 沿革[2]
- 1869年（明治2年）10月26日 - 下京第17番組小学校として開校（間之町五条下ル大津町）。
- 1871年（明治4年） - 下京第25番小学校と改称。
- 1872年（明治5年） - 間津小学校と改称する。
- 1876年（明治9年） - 現在地に移転し、稚松小学校と改称する。
- 1888年（明治21年）- 稚松教育会が発会する。
- 1892年（明治25年）6月3日 - 稚松尋常小学校と改称。
- 1908年（明治41年）- 六ヵ年義務教育実施、学校方針を独立・勤労・協同と定める。
- 1918年（大正7年） - 創立50周年記念事業として、校舎の増築と児童文庫の新設が決まる。
- 1922年（大正11年） - 稚松尋常高等小学校と改称する。また2年制の高等科が新設される。
- 1925年（大正14年） - 鉄筋建の校舎改築が竣工。3階建ての本館は263坪の広さがあった。
- 1929年（昭和4年） - 創立60周年記念事業。第2期の鉄筋工事竣工。講堂・職員室・作法室が完成する。
- 1930年（昭和5年） - 稚松教育後援会が発足する。
- 1934年（昭和9年） - 高等科の廃止により、校名を稚松尋常小学校に戻す。
- 1939年（昭和14年） - 創立70周年記念事業により、衛生室、洗面所、宿直室、水洗便所に改造を行なう。
- 1941年（昭和16年） - 稚松国民学校と改称する。
- 1947年（昭和22年） - 京都市立稚松小学校と改称するとともに、校舎を改装し、給食室を増設する。
- 1948年（昭和23年） - 若松育友会が結成される。校歌が完成する。
- 1957年（昭和32年） - 児童図書館が竣工する。

## 校舎の変遷
稚松小学校の閉校後も一部残されている鉄筋造の校舎は、京都市内で2番目に造られた鉄筋コンクリート製の建物であった。最初の校舎は、1869年明治2年10月26日、間之町五条下ルの大津町の校地に開校した際のもので、瓦葺2階建の木造講堂（28坪）と瓦葺平屋の木造教室（40坪）の2棟が、149坪余の敷地内に建つものであった。現在の校地に新築移転した際の校舎は、瓦葺2階建の木造講堂（以前の講堂を移築）と瓦葺平屋の木造教室（120坪）からなる375坪の敷地を持つ校舎であった。児童数増に伴い、校舎は手狭となり、1885年明治18年2月に教室棟を新築し、2階建てに、その後、1902年明治35年から1911年明治44年の間に、2期に分けて校地の拡張が行われた。結果、校地は671坪余りにまで広がった。
大正になっても、児童数の増加は更に続き、狭小な校舎による不便は解消されなかったため、1923年大正12年、より大規模な改築工事を実施することが決定した（創立50年の記念事業）。翌年8月28日に起工、1925年大正14年7月30日に落成したのが、鉄筋コンクリート造3階建て（地下1階）の本館･教室棟（263坪）である。『わかまつ：稚松小学校百周年記念誌』によれば、古老の話としてこの時のことが紹介されている。稚松校出身で、同志社を卒業し、アメリカ留学の経験もある楠井貫一が大倉商事に入社したため、建築関係のことで校舎の建設に当たった大倉組の活動に寄与した、というものである。同様に古老の話として、新校舎にはコの字型のシャッターが設置され、当時珍しかった防火シャッターを備えた建築であったという。また、建物のモデルにしたのは、大阪の船場小学校の校舎であったということも、語られている。その後、第2期工事で、1929年昭和4年8月10日に鉄骨､鉄筋コンクリート造の平屋建ての講堂棟（98坪）と、鉄筋コンクリート造で2階建ての職員室および作法室（38坪）が完成した。この当時の敷地面積は、885坪であった。これらの校舎は、稚松小学校の閉校後、六条院小学校でも使用され、六条院小学校の閉校後に、本館･教室棟は、その一部を残して解体された。

## 学区
稚松学区、すなわち元･下京第廿五学区は、明治の初めの一連の経緯を経て、学区（元・学区）となった。つまり、幕末に至るまで、東本願寺の管轄化にあった古屋敷、新屋敷という一画を、1868年明治元年 7月、新政府に向けて上地することを願い出、受理されたため、以後、この現在の稚松学区に相当する一画は京都府の管轄になった。17番町から25区への行政区画の名称の変化は、校名の変化のとおりである。
稚松学区に含まれる町名は、以下のとおりである。ただし、明治2年10月26日の開校時の町名と、昭和44年10月22日の百年史編纂時の町名とでは、若干の相違も存在する。
```
大津町　
塗師屋町　
夷之町
天神町
堺町
富屋町
桝屋町
若松町
骨屋町
栄町
唐物町
本塩竈町
八軒町
若宮町
```

```
大工町
橋詰町
富田町
仏具屋町
高槻町
花屋町
上珠数屋町
北町
上柳町
下柳町
東魚屋町
西魚屋町
八百屋町
```

## 校下の神社・仏閣・名所・旧跡
- 文子天満宮[9]
- 市比売神社
- 長講堂（旧六条御所）
- 東本願寺（真宗本廟）
- 渉成園（枳殻邸）
- 高倉会館
- 伝承の施設

1. 河原院

- 旧公共施設

1. 京都市下京保健所 - 下京区中筋六条下ルに開設（昭和14年）した後、1954年（昭和29年）に五条通間之町東入ル大津町に移転する。